# Liste der Monuments historiques in Haudiomont
Die Liste der Monuments historiques in Haudiomont führt die Monuments historiques in der französischen Gemeinde Haudiomont auf.

## Liste der Objekte
| Bezeichnung                 | Beschreibung                                        | Standort                       | Kennzeichnung | Schutzstatus | Datum | Bild |
| --------------------------- | --------------------------------------------------- | ------------------------------ | ------------- | ------------ | ----- | ---- |
| Skulptur Heiliger Urban (1) | Holz, farbig gefasst und vergoldet, 18. Jahrhundert | in der Kirche St-Urbain (Lage) | PM55001905    | Inscrit      | 1985  |      |
| Skulptur Heiliger Urban (2) | Holz, farbig gefasst und vergoldet, 18. Jahrhundert | in der Kirche St-Urbain (Lage) | PM55002767    | Inscrit      | 1984  |      |